# Libros (kommunhuvudort)
Libros är en kommunhuvudort i Spanien.   Den ligger i provinsen Provincia de Teruel och regionen Aragonien, i den centrala delen av landet, 210 km öster om huvudstaden Madrid. Libros ligger 772 meter över havet och antalet invånare är 147.
Terrängen runt Libros är huvudsakligen kuperad. Libros ligger nere i en dal. Runt Libros är det mycket glesbefolkat, med 4 invånare per kvadratkilometer. Närmaste större samhälle är Ademuz, 12,2 km söder om Libros. 